# I'll Get You
〈I'll Get You〉는 레논-매카트니가 쓴 비틀즈의 노래다. 그리고 1963년 싱글 〈She Loves You〉의 B면에 담겨 발매했다. 이 곡은 처음에 〈Get You in the End〉라는 제목이 붙여졌다.

## 구조
존 레논과 폴 매카트니는 트랙의 대다수에서 당시 비틀즈의 전형적인 보컬 스타일로 한 번씩 두드러질 때도 있는 제창을 하고 있다. 하지만 대부분의 비틀즈 곡과는 달리 리드 기타가 나타나지 않는다. 리드 기타는 여기서 사실상 두 번째 리듬 기타로 전략했다. 트랙에서 가장 주된 악기는 매카트니의 "꾸밈없이 균일한 베이스"와 세션 시간이 다 돼갈 즈음 서둘러 오버더빙한 레논의 하모니카다.
비틀즈 작가 빌 해리는 주된 작곡가를 레논으로 보고 있지만, 매카트니는 서로가 반씩 협력한 곡이라고 주장했다. 매카트니는 레논이 멘러브 에버뉴에 있는 그의 집에서 뼈대를 작곡했다고 말했다. 이는 꽤 드문 일인데, 레논의 이모 미미는 당시 그곳에서 살고 있었으며 비틀즈를 고깝게 보고 있었기 때문이다.
곡의 휙기적인 오프닝 소절은 "제가 당신을 사랑한다고 생각해봐요(Imagine I'm in love with you)"로, 청자가 즉각적으로 이야기에 빠질 수 있도록 하고 있다. 매카트니는 레논이 루이스 캐럴로부터 받은 영향의 초기 예시라고 보고 있다. 이러한 탐구는 이후 〈Lucy in the Sky with Diamonds〉, 〈Strawberry Fields Forever〉, 레논의 솔로곡 〈Imagine〉으로 이어진다.

## 마스터 테이프 삭제
〈I'll Get You〉는 오리지널 마스터 테이프가 존재하지 않는 것으로 알려져 있다. 당시 애비 로드 스튜디오에서는 레코드를 찍는데 사용된 (일반적으로 모노) 마스터 테이프에 "믹스 다운"한 후 원래의 두 트랙 세션 테이프를 지우는 것이 표준 절차였다. 이것이 비틀즈의 두 싱글(4곡)의 운명이었다. 그 곡은 〈Love Me Do〉, 〈P.S. I Love You〉, 〈She Loves You〉, 〈I'll Get You〉다.

## 참여 인원
- 존 레논 – 리드 보컬, 통기타, 하모니카
- 폴 매카트니 – 리드 보컬, 베이스 기타
- 조지 해리슨 – 하모니 보컬, 전기 기타
- 링고 스타 – 드럼

이안 맥도날드의 글에서 발췌

## 참고 문헌
- Lewisohn, Mark (1988). 《The Beatles Recording Sessions》. New York: Harmony Books. ISBN 0-517-57066-1.
- MacDonald, Ian (2005). 《Revolution in the Head: The Beatles' Records and the Sixties》 Seco Revis판. London: Pimlico (Rand). ISBN 1-84413-828-3.
- Miles, Barry (1997). 《Paul McCartney: Many Years From Now》. New York: Henry Holt and Company. ISBN 0-8050-5249-6.
- Harry, Bill (1992). 《The Ultimate Beatles Encyclopedia》. London: Virgin. ISBN 0-86369-681-3.
- MacDonald, Ian (1998). 《Revolution in the Head: The Beatles' Records and the Sixties》. London: Pimlico (Rand). ISBN 0-7126-6697-4.
- The Beatles (2000). 《The Beatles Anthology》. London: Cassell & Co. ISBN 0-304-35605-0.